# Maurice Picon
Pour les articles homonymes, voir Picon (homonymie).

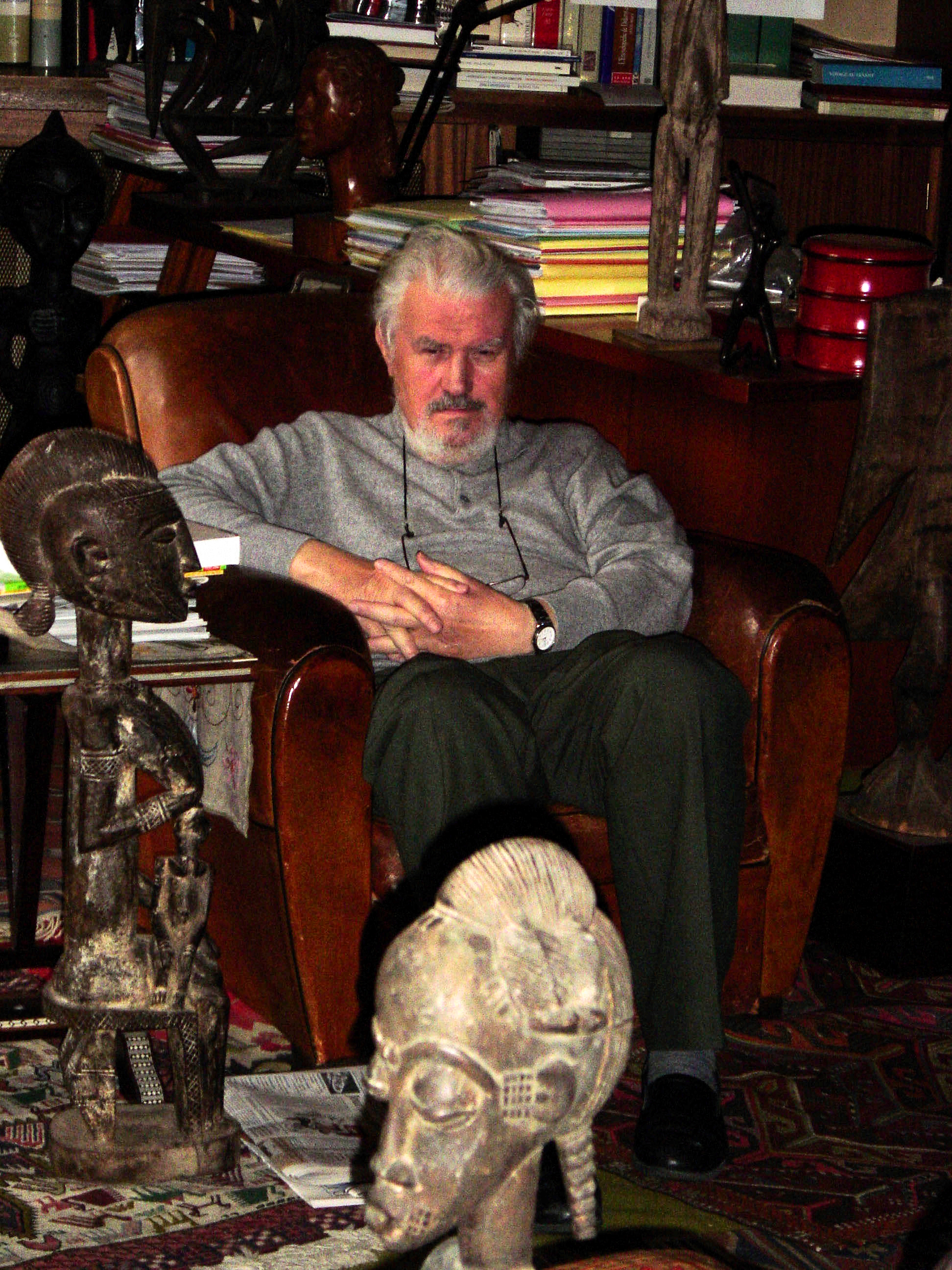
Maurice Picon en 2003

Maurice Picon, né le 27 juillet 1931 à Wittelsheim (Haut-Rhin) et mort le 16 novembre 2014 dans le 7e arrondissement de Lyon, est un physicien et archéologue qui a été l’un des fondateurs de l'archéométrie française.

## Famille
Son fils, Antoine Picon, est professeur d'histoire de l'architecture à la Harvard Graduate School of Design ; sa fille, Anne-Françoise, agrégée de mathématiques, est professeure de classe préparatoire à Paris.

## Œuvre
Il a créé une association pour contribuer en France au développement et à la reconnaissance de l'archéométrie : le « Groupe des Méthodes Physico-Chimiques contribuant à l'Archéologie » (GMPCA) qui, en 1987, s'est ouvert à toutes les disciplines contribuant à l'archéologie, en accueillant notamment les naturalistes (géoarchéologues, archéozoologues, archéobotanistes, etc.), devenant ainsi le « Groupe des méthodes pluridisciplinaires contribuant à l'archéologie ».
En 2001, Maurice Picon a créé au sein de la Maison de l'Orient à Lyon le laboratoire de céramologie (UMR 5138 du CNRS et de l'université de Lyon II) devenu aujourd'hui l'ARAR (Archéologie et Archéométrie).
La bibliothèque et les archives de Maurice Picon ont été confiées par sa famille au Centre d'études alexandrines. Lors des 25 ans du CEAlex, est inauguré le 24 mai 2015, la « Bibliothèque Maurice Picon », ainsi qu’un site web permettant de consulter son œuvre publiée.

## Hommages
Pour rendre hommage à la mémoire de Maurice Picon, le CEAlex (USR 3134 du CNRS) a constitué cette base de données des œuvres publiées de Maurice Picon, à partir de la liste des publications qu’il avait lui-même constituée jusqu’en 2000 et d’un recensement des publications postérieures. Plus de deux tiers des références sont disponibles en téléchargement, par un accès aux sites en ligne ou à partir du site du CEAlex :
- http://www.cealex.org/sitecealex/navigation/FENETR_NAVbibliotheque_F.htm

Hommages lors de la disparition de Maurice Picon
- sur le site de la Maison de l'Orient
- sur le site du « Céramopôle » de l'université d'Aix-Marseille
- sur le site camortola.pt
- sur le site du Laboratoire d'Archéologie Médiévale et Moderne en Méditerranée (LA3M)